# Ilona Hlaváčková
Ilona Hlaváčková, née le 15 mars 1977 à Liberec, est une ancienne nageuse tchèque, spécialiste du dos.

## Biographie
Elle débute la natation à l'âge de onze ans.
Après quinze titres en petit bassin, elle remporte son premier titre en grand bassin lors des championnats d'Europe de natation 2004 à Madrid sur le 50 m dos en 29 s 00.